# Paul Robinson (Fußballspieler, 1979)
Paul William Robinson (* 15. Oktober 1979 in Beverley, East Riding of Yorkshire) ist ein ehemaliger englischer Fußballtorwart.
Robinson gelang nach der Jahrtausendwende bei Leeds United der sportliche Durchbruch, als er nach erfolgreicher Bewährung in der Gruppenphase der Champions-League-Saison 2000/01 im Sommer 2002 den erfahrenen Nigel Martyn verdrängte. Nach dem Abstieg von Leeds entwickelte er sich 2004 zunächst bei Tottenham Hotspur und vier Jahre später bei den Blackburn Rovers zur „Nummer 1“ sowie zu einem der besten englischen Torhüter. Dazu absolvierte er zwischen 2003 und 2007 insgesamt 41 A-Länderspiele für die englische Nationalmannschaft. Bei den Endrundenturnieren zur EM 2004 in Portugal und WM 2006 in Deutschland war der vor allem aufgrund seiner Reaktionsschnelligkeit geschätzte Robinson jeweils Teil des englischen Kaders und stand, nachdem er in Portugal nur Ersatzmann gewesen war, zwei Jahre später bei allen fünf Partien zwischen den Pfosten. Im Juli 2017 beendete er nach einer letzten Saison beim FC Burnley seine aktive Karriere.

## Jugend
Paul Robinson wurde in Beverley, einer Stadt in unmittelbarer Nähe der Großstadt York, im Nordosten Englands geboren. Bereits in früher Kindheit trat er dem ortsansässigen Verein York City bei und erfuhr in dessen Jugendakademie seine erste fußballerische Ausbildung. Die Jugendkoordinatoren des damaligen Drittligisten bewerteten Robinsons Talent als überdurchschnittlich, jedoch nicht überragend, zumal zeitgleich mit ihm weitere vielversprechende Talente (unter anderem Nick Culkin; später Manchester United) in Reihen der Minstermen standen. Aufgrund dessen garantierte man ihm keinen Stammplatz, sodass sich Robinson zu einem Probetraining beim Erstligisten Leeds United entschloss.

## Karriere

### Leeds United
In Leeds trat er der Jugendakademie im Alter von 16 Jahren bei. Mit der U-17-Mannschaft der Whites gewann er in seiner ersten Spielzeit direkt den FA Youth Cup gegen Crystal Palace und unterschrieb im Anschluss daran im Juli 1997 seinen ersten Profivertrag. In den darauffolgenden Jahren stand er vorerst im Schatten des Stammtorhüters Nigel Martyn. Erst in der Saison 1998/99 kam er aufgrund einer Rippenverletzung Martyns zu seinem Profidebüt gegen den FC Chelsea. In diesem und den folgenden vier Spielen blieb er 183 Minuten lang ohne Gegentor, ehe Derby County ihn per Elfmeter überwand. Nach seinen ersten Einsätzen kam er die gesamte Folgesaison zu keinem Einsatz.
Im Oktober 2000 verletzte sich Stammtorhüter Martyn schwer an der Leiste, sodass Robinson ihn bis kurz vor Ende Januar 2001 vertrat. Dabei hatte sich Leeds durch den dritten Platz in der Vorsaison für die Champions League qualifiziert und in insgesamt sechs von zwölf Spielen der beiden Gruppenphasen (gegen den FC Barcelona, den AC Mailand, Beşiktaş Istanbul, Real Madrid und zweimal Lazio Rom) kam Robinson zum Einsatz. Leeds beendete die zweite Gruppenphase als Zweitplatzierter und schied erst im Halbfinale gegen den FC Valencia aus. Dabei hatte Martyn seinen Stammplatz nach der Rückkehr zurückerobert und mit Ausnahme des (bedeutungslosen) Heimspiels gegen Rom alle verbleibenden Saisonpartien bestritten.
Als sich Martyn nach der WM 2002 in Japan und Südkorea weigerte, an der Saisonvorbereitung in Australien teilzunehmen, degradierte ihn Trainer Terry Venables und machte Robinson zur Nummer 1, der daraufhin alle Spiele der Saison 2002/03 absolvierte. Durch seine Leistungen erweckte er zudem das Interesse von Nationaltrainer Sven-Göran Eriksson, der ihn im Februar 2003 zu seinem Länderspieldebüt gegen Australien verhalf. Nach einem weiteren Länderspieleinsatz und über 50 Saisoneinsätzen wurde über einen Wechsel zu einem Spitzenklub der Premier League spekuliert. Hinzu kamen finanzielle Schwierigkeiten, die Leeds zwangen, eine Reihe von Leistungsträgern zu verkaufen. So wurde vereinsintern ein Verkauf Robinsons akzeptiert, wenn man dadurch Stars wie Mark Viduka oder Harry Kewell halten könne. Demzufolge meldeten Aston Villa, der FC Arsenal und Manchester United Interesse an dem jungen Torhüter an. Vorerst wurden jedoch alle Angebote von der Klubführung abgelehnt. Nachdem Villa das Angebot erhöht hatte, einigte man sich auf eine Ablösesumme von drei Millionen Pfund. Dem endgültigen Wechsel standen nur noch die persönlichen Gespräche zwischen Robinson und Trainer David O’Leary im Weg, der bei Leeds der Vorgänger von Terry Venables war und Robinson somit bereits vier Jahre trainiert hatte. Diese Gespräche wurden vom jungen Torhüter bereits in früher Phase abgebrochen, womit dieser auch die Saison 2003/04 bei den Whites verbrachte.
Zu Beginn dieser Spielzeit gelang ihm in der zweiten Runde des League Cups sein erstes Profitor. Im Spiel gegen Swindon Town erzielte er in der Nachspielzeit per Kopf das 2:2 für seine Mannschaft. Im anschließenden Elfmeterschießen parierte er zudem zwei Strafstöße und sicherte Leeds somit den Einzug in die nächste Runde. Insgesamt verlief die Saison jedoch enttäuschend für Leeds. Durch die finanziellen Engpässe und den damit verbundenen Qualitätsverlust im Kader spielte Leeds gegen den Abstieg. Robinson war weiterhin unangefochtener Stammtorhüter, musste aber in 38 Spielen 79 Gegentreffer hinnehmen und konnte den Abstieg nicht verhindern.

### Tottenham Hotspur
Bereits wenige Tage nach dem feststehenden Abstieg gab Robinson seinen Wechsel zu Tottenham Hotspur bekannt. Ein Geschäft im Rahmen der vorangegangenen Wintertransferperiode war zuvor gescheitert, nachdem das Transfergeschäft mit einer Vorauszahlung verbunden war, was wiederum nicht regelkonform mit den Statuten des englischen Fußballverbands war. Robinson stellte die Nachfolge als Nummer 1 von Kasey Keller dar, der ablösefrei zu Borussia Mönchengladbach gewechselt war. In den ersten beiden Spielzeiten bei den Spurs war er ein sicherer Rückhalt für die Mannschaft, womit er auch zum Stammtorhüter in der Nationalelf avancierte.
Robinson war einer von zehn Spielern aus dem Kader von Tottenham, die am 6. Mai 2006, am Vorabend zum entscheidenden letzten Saisonspiel gegen West Ham United, an einer Virusinfektion erkrankten. Mit einem Sieg hätte sich der Verein vor dem Lokalrivalen FC Arsenal für einen Platz in der Champions League qualifiziert. Am nächsten Morgen fühlten sich viele Spieler krank und die Vereinsführung der Spurs versuchte, das Spiel zu verlegen. Aufgrund des engen Zeitplans der Liga konnte dieser Bitte nicht stattgegeben werden, sodass die Spurs mit vielen erkrankten Spielern auflaufen mussten. Auch Robinson stand in der Startelf, aber die anschließende 1:2-Niederlage sorgte für den Fall auf den fünften Platz hinter Arsenal.
Im März 2007 gelang ihm erneut ein Tor, als er im Spiel gegen den FC Watford einen Freistoß aus 80 Metern im Netz versenkte, da Torhüter Ben Foster den aufspringenden Ball falsch einschätzte, der über ihn ins Tor sprang.
Insbesondere in der Saison 2007/08 konnte Robinson nicht mehr an die Leistungen aus den vergangenen Spielzeiten anknüpfen, wofür gleichsam Verletzungsprobleme und der Verlust an Selbstvertrauen (auch bedingt durch den Verlust des Stammplatzes in der englischen Nationalmannschaft) mit einhergehenden Formschwankungen verantwortlich waren. Besonders gegen den FC Reading agierte er unglücklich, als er nach einem Weitschuss von Stephen Hunt den Ball über seine eigene Torlinie trug. Fortan verlor er seinen Stammplatz an Radek Černý, wenngleich er unter anderem im Ligapokalfinale gegen den FC Chelsea noch einmal zwischen den Pfosten stand und mit einem 2:1-Sieg den ersten bedeutenden Titel („Major Title“) in seiner Laufbahn feiern konnte.

### Blackburn Rovers
Am 25. Juli 2008 wechselte Robinson für eine Ablösesumme von 3,5 Millionen Pfund zu den Blackburn Rovers, wo er einen Fünfjahresvertrag unterschrieb und dort die erste Spielerverpflichtung des neuen Trainers Paul Ince war. Er übernahm die Position des Stammtorhüters von Brad Friedel, der Blackburn zur gleichen Zeit in Richtung Aston Villa verlassen hatte. Robinsons Versuch der Neubelebung seiner Karriere gestaltete sich zunächst schwierig, da zum einen das Erbe des altgedienten Friedel hohe Erwartungen an den Nachfolger nach sich zog und zum anderen Robinsons Schwächen zu Beginn ein besonderes mediales Echo nach den Vorkommnissen in der englischen Nationalmannschaft erzeugten. Mit einigen besonders guten Leistungen – darunter gegen Chelsea und speziell gegen Wigan Athletic – zeigte er jedoch, dass er häufig in der Lage war, hinter einer zumeist löchrigen Abwehr mit einer Vielzahl von Paraden einen knappen Spielstand über die Zeit zu retten. Damit spielte er sich sogar kurzzeitig in den Fokus der englischen Nationalmannschaft zurück. Gleichsam schwankten seine Darbietungen zwischen Schwächen und internationaler Klasse auch in der folgenden Spielzeit 2009/10. Beispielsweise beim Viertelfinalerfolg gegen Chelsea im Ligapokal sorgte er mit Paraden im Elfmeterschießen gegen Michael Ballack und Gaël Kakuta für den Sieg, nachdem er wenige Minuten zuvor in der Nachspielzeit der Verlängerung einen Gegentreffer von Paulo Ferreira zum Ausgleich verschuldet hatte. Fehlgriffen bei Schüssen von Michael Essien (Chelsea) und Robbie Blake (Burnley) standen Topleistungen gegen Fulham, Hull und besonders gegen Manchester United gegenüber. Dazu beteiligte er sich häufig mit präzisen Abschlägen aus der eigenen Hälfte am Spielaufbau – Freistöße von dort übernahm er stets selbst.
In der Saison 2010/11 kletterte Robinson mit Blackburn zunächst bis Januar 2011 auf den siebten Platz hinauf, bevor ein rapider Fall in Richtung Abstiegsplätze einsetzte. Offerten im Frühjahr des FC Liverpool und von Aston Villa sowie eine mögliche Rückkehr Robinsons nach Tottenham zerschlugen sich während dieser Zeit und mit nur noch zwei Siegen in den letzten 15 Partien rettete er sich mit Blackburn zu einem knappen Klassenerhalt. Der Negativtrend der Mannschaft setzte sich in der Spielzeit 2011/12 fort und erst im März 2012 sorgte Robinson gegen die Wolverhampton Wanderers (2:0) nach 30 Premier-League-Spielen in Serie wieder für eine „weiße Weste“ bei einem Blackburn-Spiel. Am Ende reichte dies jedoch nicht für den abermaligen Klassenerhalt und nach gerade einmal drei Partien ohne Gegentoren aus 34 Ligaeinsätzen stieg Robinson mit den Rovers als Vorletzter in die zweitklassige Football League Championship ab.
Der im März 2012 nach dem Abgang von Ryan Nelsen und Christopher Samba zum Kapitän beförderte Robinson blieb dem Klub nach dem Abstieg treu. Zu Beginn der Saison 2012/13 absolvierte er dann zunächst auch jedes Spiel, bis Trainer Henning Berg im Dezember 2012 anlässlich eines Spiels gegen den FC Blackpool erstmals den jungen Jake Kean vorzog. Kean sicherte sich fortan den Stammplatz und weiteres Ungemach ereilte Robinson, als er sich im März 2013 einer Rückenoperation unterzog. Durch den Eingriff bildete sich ein Blutgerinnsel in der Lunge, womit im April ein Ausfall bis weit in die zweite Jahreshälfte 2013 hinein prognostiziert wurde. Robinsons Ausfall kompensierten die Rovers mit der kurzfristigen Ausleihe von Grzegorz Sandomierski.
Nach über einem Jahr ohne Spielpraxis gab er Mitte Dezember 2013 sein Comeback im Rahmen eines U-21-Spiels gegen Middlesbrough. Am 4. Januar 2014 absolvierte er dann beim 1:1 im FA Cup gegen Manchester City wieder eine Partie für die erste Mannschaft. Fortan eroberte er sich für den restlichen Verlauf der Zweitligasaison 2013/14 seinen Stammplatz zurück.
In der Saison 2014/15 verlor Robinson seinen Platz zwischen den Pfosten an Jason Steele. Am Saisonende verließ er die Rovers nach sieben Jahren Vereinszugehörigkeit.

### FC Burnley
Nach dem Robinson ein halbes Jahr vereinslos war, unterschrieb er im Januar 2016 beim FC Burnley einen Vertrag bis Saisonende.
Am 17. Juli 2017 gab Robinson seinen Rücktritt als aktiver Fußballspieler bekannt.

### Englische Nationalmannschaft
Robinson war Teil des Kaders der englischen Auswahlmannschaft bei der EM 2004 in Portugal, bei der er hinter David James jedoch zu keinem Einsatz kam. Mit dem Wechsel zu Tottenham und zwei starken Saisons wurde er auch in der Nationalelf zum Stammtorhüter. Dabei vertrat er sein Land bei der Qualifikation und bei der Endrunde der WM 2006 in Deutschland. Im Zuge seiner nachlassenden Leistungen im Verein und einem groben Patzer im EM-2008-Qualifikationsspiel in Kroatien verlor er seinen Stammplatz und wurde unter anderem von Scott Carson, Robert Green und Ben Foster vertreten. Infolgedessen wurde er zwei Jahre lang nicht berücksichtigt.
Nachdem Nationaltrainer Fabio Capello ihn als Ersatzspieler für ein Qualifikationsspiel zur WM 2010 nominierte, aber weder bei der WM selbst noch danach für ihn Verwendung hatte, gab er am 8. August 2010 seinen Rücktritt aus der Nationalmannschaft bekannt. Insgesamt bestritt Robinson 41 Länderspiele für England.

## Titel/Auszeichnungen
- League Cup (1): 2008
- FA Youth Cup (1): 1997
- Englands Fußballer des Monats (1): November 2000

## Persönliches
Robinson ist verheiratet und hat einen Sohn sowie eine Tochter.